# Milton Santini
Milton Santini (* 1913; † 1994) war ein US-amerikanischer Fischer und Delfintrainer. Er gilt als Pionier auf dem Gebiet des Trainings und der Haltung von Delfinen.

## Leben
Milton Santini wurde 1913 geboren. Er arbeitete als Makrelenfischer und Delfinfänger. Seine Erfahrungen mit den Meeressäugern brachten Santini dazu, 1958 das Delfingehege Santini's Porpoise Training School auf Grassy Key zu bauen und Delfine zu trainieren.
Auf einem seiner Fischzüge fing er Mitzi, die später als Flipper berühmt wurde. Mitzi bekam die Hauptrolle in Flipper (1963) und in der Fortsetzung Neues Abenteuer mit Flipper (1964). Der Film wurde auf den Florida Keys gedreht und ihm folgte die berühmte gleichnamige Fernsehserie. 
Nach Mitzis Tod 1972 verkaufte Santini die Einrichtung. Sie wurde als „Flippers Sea School“ weitergeführt. Jean-Paul Gouin übernahm Santinis Erbe 1977 als „Institute for Delphinid Research“. Gouin beendete seine Forschungsarbeiten 1984 und übergab seine Einrichtung an seinen Manager Jayne Shannon und an seinen Cheftrainer Mandy Rodriguez. Seit 1984 ist „Santini's Porpoise Training School“ das „Dolphin Research Center“.
Milton Santini starb im Jahr 1994.